# Xenoclystia
Xenoclystia is een geslacht van vlinders van de familie spanners (Geometridae), uit de onderfamilie Larentiinae.

## Soorten
- X. delectans Warren, 1906
- X. delicata Warren, 1906
- X. nigroviridata Warren, 1896
- X. phaeoloma Prout, 1926
- X. unijuga Prout, 1926